# Amerikai borz
Az amerikai borz (Taxidea taxus) az emlősök (Mammalia) osztályának ragadozók (Carnivora) rendjébe, ezen belül a menyétfélék (Mustelidae) családjába tartozó faj.
Az amerikai borzformák (Taxidiinae) alcsaládjának az egyetlen élő faja, továbbá nemének az egyetlen faja is.

## Előfordulása
Az amerikai borz Nyugat- és Közép-Amerika kiterjedt füves pusztaságain, legelőin, félsivatagaiban és hegyvidékén fordul elő, Kanada délnyugati részétől Mexikóig.

## Alfajai
- Taxidea taxus berlandieri Baird, 1858
- Taxidea taxus jacksoni Schantz, 1946
- Taxidea taxus jeffersonii (Harlan, 1825)
- †Taxidea taxus marylandica Gidley & Gaxin, 1933 - ez az állat kövületekből ismert, és Jason P.W. Hall (1944) szerint azonos a Taxidea taxus taxusszal
- Taxidea taxus taxus (Schreber, 1777)

## Megjelenése

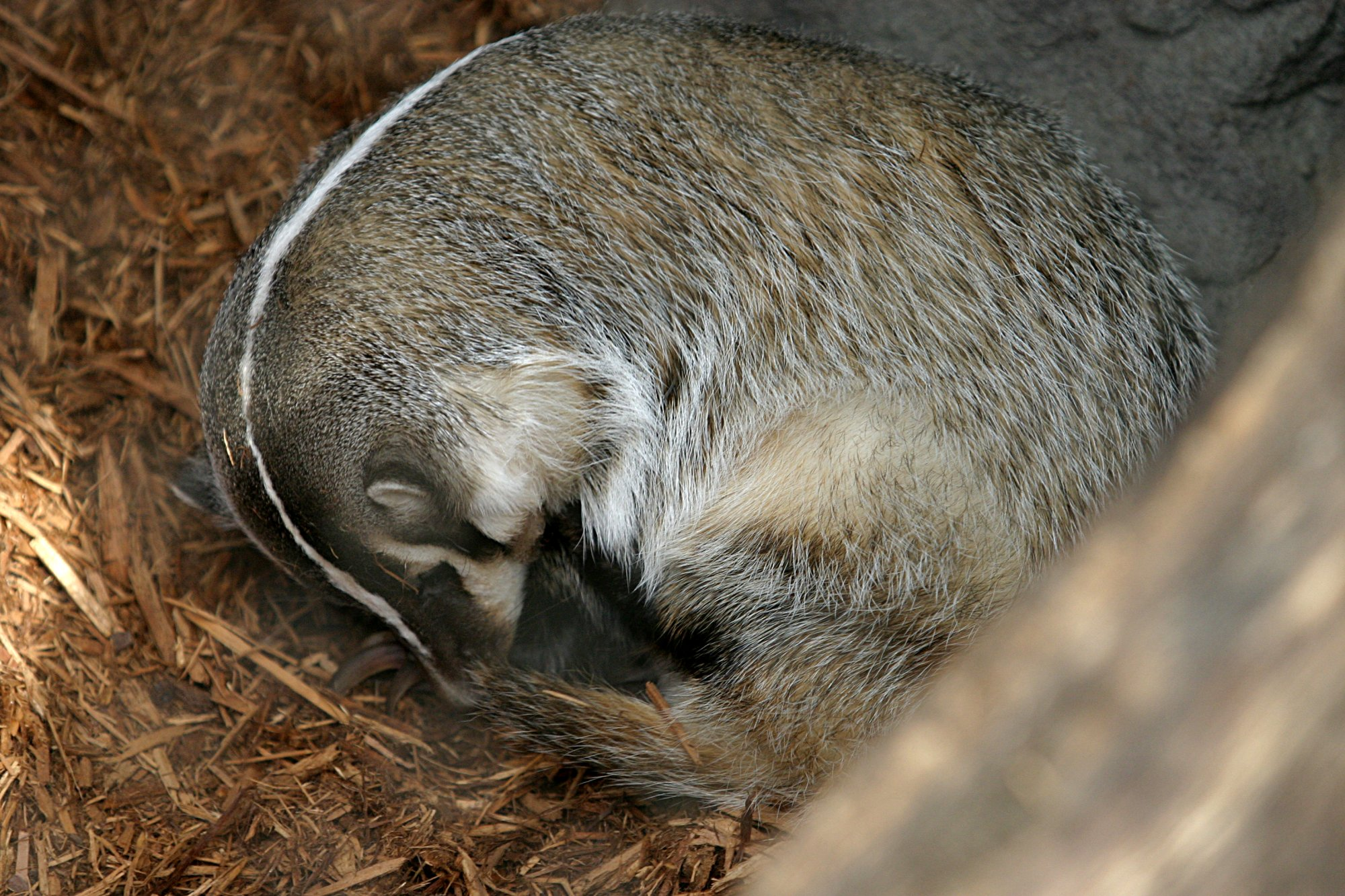
Alvó példány

A hím állat fej-törzs hossza 52-72 centiméter; a nőstény ennél kisebb, csak 42-64 centiméter. Farokhossza 10-16 centiméter, testtömege 3,5-12 kilogramm. Az amerikai borz lapos, ék alakú, izmos testét szürke vagy vörösesbarna, vastag bunda fedi. Hasa sárgásbarna, farka rövid. Fején feltűnő fehér csík húzódik. Pofáján, állán és torkán fekete-fehér rajzolat van. Az állat hosszú és hegyes orrával szimatol zsákmány után. Az amerikai borz mellső mancsán erős karmok vannak, melyekkel gyorsan tud ásni.

## Életmódja
Az amerikai borz a párzási időn kívül magányosan él. Elterjedési területének hidegebb részein, télen, vackába húzódik, de nem alszik igazi téli álmot. Időnként előjön táplálékot keresni. Tápláléka kis rágcsálók, gerinctelenek, állati tetemek, kisebb mértékben gyökerek és gyümölcsök, de háztartási hulladékok és alkalmanként kígyók is. Fogságban 20 évig élhet.

## Szaporodása
A hím egyévesen, a nőstény 6-12 hónapos korára válik ivaréretté (a táplálékkínálattól függően). A párzási időszak augusztus–szeptember között van, azonban a peték csak februárban ágyazódnak be a méhbe. A vemhesség 8 hónapig tart, ennek végén 1-7, de általában 2 utód jön a világra. A kölyköknek 6 hetes korukban nyílik ki a szemük.
Az utódok a legnagyobb táplálékbőség idején, április és június között jönnek a világra. Anyjuk mellett maradnak, amíg teljesen önállóak lesznek a kicsik.